# Tomás Sánchez Santiago
Tomás Sánchez Santiago (Zamora, 1957) es un poeta, novelista y ensayista español. Ganó el premio de la Crítica de Castilla y León en 2019 con su novela Años de mayor cuantía.

## Biografía
Fue profesor de Educación Secundaria en varios institutos de Castilla y León; reside desde hace muchos años en León.
Su obra poética comprende títulos como Amenaza en la fiesta (1979), La secreta labor de cinco inviernos (1985), Vida del topo (1992), En familia (1994), El que desordena (2006) y Pérdida del ahí (2016); en 2019 la reunió, junto con algunos poemas "accidentales", en el volumen Este otro orden de Editorial Dilema. También ha cultivado un tipo de prosa breve, a medio camino entre el relato, la poesía, el diario y la reflexión, en títulos como Para qué sirven los charcos (1999), Los pormenores (2007) o La vida mitigada (2014).
El profesor Trabado Cabado ha escrito sobre la poética de Tomás Sánchez Santiago que
[l]a función del poeta es la de la marginalidad en el mirar y en el uso del lenguaje desahuciado que se intenta redimir del olvido a través de la labor básica de la poesía, del ensayo o de la prosa breve que cristaliza en anécdota no exenta de un toque humorístico. Cuando nadie escucha, el poeta todavía pone atención a esas pequeñas músicas de lo cotidiano que el mundo desoye.
Sus estudios literarios han girado sobre autores como Gustavo Adolfo Bécquer, Carlos Barral, José Ángel Valente, Antonio Gamoneda, Claudio Rodríguez, Aníbal Núñez o Emilio Adolfo Westphalen. También se ha acercado a la obra de artistas como Baltasar Lobo, Delhy Tejero o Encarna Mozas. Colabora habitualmente en el suplemento cultural La sombra del ciprés del periódico El Norte de Castilla.
Su novela Calle Feria ganó en 2006 el XI Premio Ciudad de Salamanca. Revisada y aumentada en su segunda edición en 2014, está construida mediante la yuxtaposición de prosas poéticas y relatos breves, referidos todos a la intrahistoria de una calle de su ciudad natal, Zamora. En 2018 publicó su segunda novela, Años de mayor cuantía, con la que ganó el Premio de la Crítica de Castilla y León en 2019.
Perteneció en Zamora al grupo poético Magua Sociedad Literaria. Desde 2005 es miembro fundador del Seminario Permanente Claudio Rodríguez, con sede en Zamora.

## Obra

### Libros de poesía
- Amenaza en la fiesta (1976-1978), Salamanca: edición de autor, 1979 (contrapeada con Limitación del vuelo, de Ezequías Blanco).
- La secreta labor de cinco inviernos, Salamanca: Cátedra de Poética Fray Luis de León, Universidad Pontificia de Salamanca, 1985.[6]
- Vida del topo, Gijón: Ateneo Obrero de Gijón, 1992.
- En familia, Valladolid: Fundación Jorge Guillén, Diputación Provincial de Valladolid, 1994.[7][8][9]
- El que desordena, prólogo de Eduardo Moga, Barcelona: DVD Ediciones, 2006.[10][11][12]
- Pérdida del ahí, Madrid: Amargord, 2016.[13][14][15]
- Este otro orden. Poesía reunida (1979-2016), introducción de Álvaro Acebes Arias, Madrid: Editorial Dilema, 2019.[16]
- El que menos sabe, Editorial Eolas Poesía, ISBN 978-84-10057-21-0, 2024. Finalista del Premio de la Crítica de Castilla y León (2025)[17]

### Plaquettesde poesía
- Lo que sobra de los sueños, Valladolid: P.O.E.M.A.S., 1993.
- Marcas de la casa, Zamora: Lucerna, 1996.
- Ciudadanía, Arrecife: Litoral Elguinaguaria, 1997.
- Uno que no descansa, [Palencia]: Cero a la izquierda, 1999.
- El sigilo, Zamora: Lucerna, 1999.
- Lo bastante, Plasencia: Alcancía, 2004.[18]

### Antologías poéticas individuales
- Detrás de los lápices. Por detrás dos lápis, antología poética bilingüe, traducción de Inês Andrade, Lisboa: Edições Fluviais, 2001.
- Cómo parar setenta pájaros. Antología poética 1979-2009, edición de José Manuel Trabado Cabado, Salamanca: Diputación Provincial de Salamanca, 2009.

### Antologías poéticas colectivas
- Esto era y no era. Lectura de poetas de Castilla y León, ed. de Miguel Casado, 3 vv., Valladolid: Ámbito, 1985.
- Todos de etiqueta, ed. de Tomás Salvador González, Valladolid: Junta de Castilla y León, 1986.
- Vía Crucis del arte zamorano. 14 poetas, 14 pintores, Zamora: Cofradía de Jesús del Vía Crucis, 1991.
- Las palabras de paso: poetas en Salamanca 1976-2001, ed. de Tomás Sánchez Santiago y José Luis Puerto, Salamanca: Amarú, 2001.
- Antología de poesía española (1975-1995), ed. de José Enrique Martínez, Madrid: Castalia, 1997.
- Castilla, León: otra mirada, ed. de César Augusto Ayuso y Nicolás Miñambres, Aranda de Duero: Ayuntamiento de Aranda de Duero, 1998.
- Poeti Europei, traducción al italiano de Flora Salveti, Roma: Centro Italiano Arte e Cultura, 1998.
- Nacidos en los 50. Antología de poetas zamoranos, ed. de Concha María Ventura Crespo, Zamora: Diputación de Zamora, 1998.
- Waldo Santos. Acto-homenaje. Zamora 2002, Zamora: Caja Duero, 2002.
- Palabras frente al mar, ed. de Ramón García Mateos, Cambrils: Trujal, 2003.
- 11-M: poemas contra el olvido, Madrid: Bartleby Editores, 2004.
- Eduardo Margareto, El mundo al otro lado. Ochenta fotografías para ochenta poetas, edición de Alfredo Pérez Alencart, Salamanca: Explorafoto, 2004.
- Cambrils. Retrat amb paraules, ed. de Juan López-Carrillo, Cambrils: Ayuntamiento de Cambrils, 2005.
- Tengo algo de árbol / Tenho cualquer coisa de árvore, antología bilingüe de poetas de León, ed. de Silvia Zayas, traducción de Alberto Augusto Miranda, Évora: Intensidez, 2007.
- Palabras como velas encendidas. Voces por los derechos humanos, Zamora: Amnistía Internacional Zamora, 2007.
- Calendario de la poesía en español 2010. 365 poemas. 250 poetas, ed. de Shafiq Naz, Bertem (Bélgica): Alhambra Publishing, 2009.
- Las moradas del verbo. Poetas españoles de la democracia. Antología, ed. de Ángel Luis Prieto de Paula, Valencia: Calambur, 2010.
- 50 poetas contemporáneos de Castilla y León, ed. de Fernando Sabido Sánchez, Ponferrada: Hontanar, 2011.
- Raros de tiempo, prólogo de Mario Paz González, León: Manual de Ultramarinos, 2014 [incluye poemas de Jorge Carbalho Branco, Eloy Rubio Carro, Bruno Marcos, José Luis Puerto, Tomás Sánchez Santiago y Eduardo Moga].
- Palabras para Ashraf, ed. de Juan Luis Calbarro, Palma de Mallorca: Los Papeles de Brighton, 2016.
- Cardinales. Ocho poetas, ed. de José Luis Morales, Madrid: Huerga & Fierro, 2017.
- Poemas para combatir el coronavirus, ed. de Juan Luis Calbarro y Miriam Maeso, Alcobendas (Madrid): IES Ágora y Los Papeles de Brighton, 2021.
- Uno de nosotros. Miscelánea homenaje a Ramón García Mateos, ed. de Juan López Carrillo, Alfredo Gavín y Germán García Martorell, Tarragona: Silva Editorial, 2021.
- Mago Moga. Una forma de querer, edición de Moisés Galindo, Christian T. Arjona y Juan Luis Calbarro, Barcelona: Libros de Aldarán y Los Papeles de Brighton, 2024.

### Prosas
- Encarna Mozas, A puertas abiertas, catálogo de exposición, textos de Tomás Sánchez Santiago, Valladolid: Junta de Castilla y León, 1998.
- Para qué sirven los charcos, Badajoz: Del Oeste Ediciones, 1999.[19][20]
- Los pormenores, ilustraciones de Benjamín de Pedro, León: La Armonía de las Letras, 2007.[21][22][23]
- La vida mitigada, León: Eolas, 2014.[24]
- Interior acuario: correlato, con fotografías de Encarna Mozas, León: Eolas, 2016.
- El murmullo del mundo, Gijón: Trea, 2019 [recopilación de sus anteriores libros de prosas].[25][26][27][28]
- La belleza de lo pequeño, León: Eolas, 2022.[29][30]

### Relatos
- El descendiente, Mérida: Editora Regional de Extremadura, 1992.
- Los cocineros se aburren a las cinco, Iria Flavia: El Extramundi y los Papeles de Iria Flavia, 2004 (separata de El Extramundi y Los Papeles de Iria Flavia, núm. XL, invierno de 2004).

### Antologías colectivas de relatos
- Cronófagos. Devoradores de tiempo, San Justo de la Vega: Marciano Sonoro, 2019 [incluye relatos de Tomás Sánchez Santiago, José Luis Puerto, Isabel Llanos, Bruno Marcos, Antonio Toribios, José Miguel López Astilleros, Eloy Rubio Carro, Mario Paz González y Alberto R. Torices].
- Cuentos pendientes, cuarenta y tres voces del cuento castellano y leonés del siglo XXI. Selección y prólogo de José Ignacio García García. Castilla Ediciones, 2021.[31]

### Novela
- Calle Feria, Sevilla: Algaida, 2006, XI Premio de novela Ciudad de Salamanca; reedición revisada y aumentada, Segovia: Isla del Náufrago, 2014.[32][33][34][22][35][36][37]
- Años de mayor cuantía, Premio Tigre Juan de Narrativa 2018, Premio de la Crítica de Castilla y León 2019, León: Eolas, 2018.[38][39][40][41]

### Ensayo
- Dos poetas de la generación de los 50: Carlos Barral y José Ángel Valente, con José Manuel Diego, Granada: Antonio Ubago, 1990.
- Zamora y la vanguardia, Valladolid: Fundación Instituto Castellano y Leonés de la Lengua, 2003.[42]
- Felicidad bajo manteles ásperos. La escritura vital de Antonio Gamoneda, Las Palmas de Gran Canaria: Mercurio Editorial, 2014.
- La canción del disidente, pregón de la XXXIX Feria del Libro de León, León: Papeles del Feriante, 2016.
- Abordajes, Salamanca: Diputación Provincial de Salamanca, 2020.[43][16]
- Delicada Delhy. Seis textos sobre la obra y la personalidad de Delhy Tejero, Palma de Mallorca: Los Papeles de Brighton, 2020.[44][45][46][47][48]

### Artículos
Recopilaciones de artículos
- Salvo error u omisión. Artículos periodísticos: selección de 1999-2001, Segovia: Caja de Ahorros de Segovia, 2002.
- Cerezas en el escondite. Textos periodísticos 2011-2020, León: Eolas Ediciones & menoslobos, 2021, ISBN 978-84-18718-29-8.

Colaboraciones en la revista cultural "El Cuaderno"
- Los cuadernos pálidos, con fotografías de Encarna Mozas.[49]

### Ediciones críticas
- Gustavo Adolfo Bécquer, Rimas y leyendas, Barcelona: Almadraba, 1997.
- Once poetas del siglo XX en Castilla y León, León: Edilesa, 1999.
- Las palabras de paso: poetas en Salamanca 1976-2001, con José Luis Puerto, Salamanca: Amarú, 2001.
- Delhy Tejero, Los cuadernines (Diarios, 1936-1968), edición de Mª Dolores Vila Tejero y Tomás Sánchez Santiago, Zamora: Diputación de Zamora, 2004; 2.ª ed.: León: Eolas, 2018.[50]
- Antonio Gamoneda, Antología poética, Madrid: Alianza, 2007.

## Premios
| Predecesor: José Luis Cancho y Ángel Vallecillo (ex aequo) | Premio de la Crítica de Castilla y León 2019 | Sucesor: José Luis Alonso de Santos y Pablo Andrés Escapa (ex aequo) |